# Писарева, Людмила Ивановна
Людмила Ивановна Писарева (29 мая 1939, Руба, Витебская область, Белорусская ССР, СССР — 23 мая 2011, Витебск, Витебская область, Белоруссия) — советская актриса

, Заслуженная артистка Белорусской ССР (1976). Награждена Орденом Франциска Скорины (2002).

## Биография
Окончила студию при Белорусском театре имени Я. Коласа (1964), работала в нём до своей смерти в 2011 году.

## Роли в театре
- Казюра («Снежные зимы» И. Шамякина),
- Ульяна («Тревога». Петрашкевича),
- Мать («Порог» А. Дударева, «…Потому, что люблю…» А. Поповой по пьесе «День корабля»),
- Цветкова («Последняя инстанция» Н. Матуковского),
- Матруна («Власть тьмы» Л. Толстого),
- Кисельникова («Пучина» А. Островского),
- Долгова («Касатка» А. Толстого),
- Инесса («Любовь не шутки» П. Кальдерона),
- пани Конти («Соло для часов с боем» О. Заградника),
- Бодагава («Телевизионные помехи» К. Сакани),
- Мальвина («Нестерка» В. Вольского),
- Акулина Ивановна («Мещане» М. Горького),
- Ивета («Матушка Кураж и ее дети» Б. Брехта).

## Фильмография
- 1980 — Половодье — эпизод
- 1981 — Люди на болоте — Сорока
- 1985 — Друзей не выбирают — эпизод
- 1985 — С юбилеем подождём — Анна Павловна, жена Григория
- 1985 — Тревоги первых птиц — Макариха
- 1990 — Плач перепёлки — Гапка Симукова